# Antigua Escuela de Ingenieros Agrónomos de Valencia

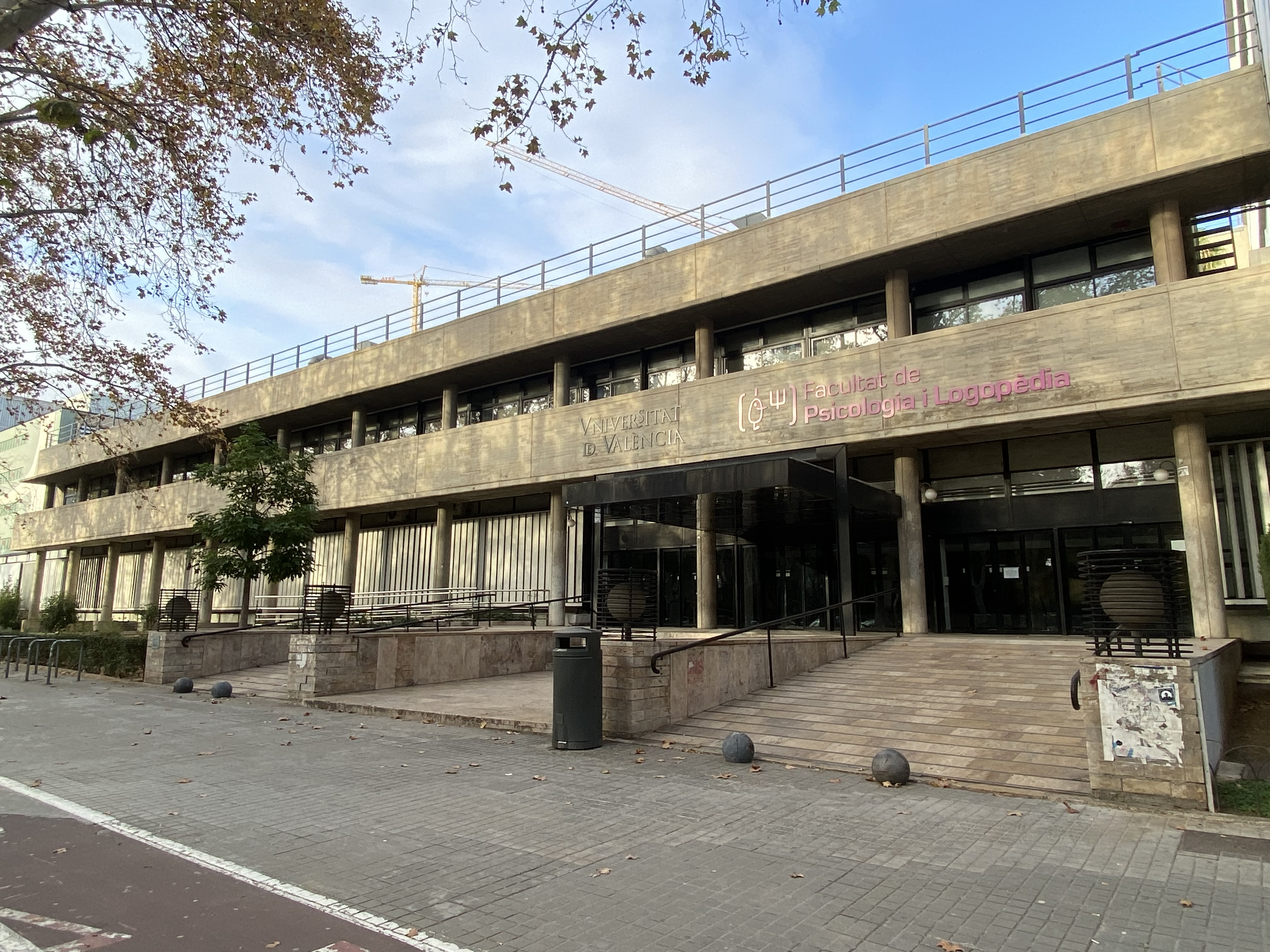
Fachada principal de la antigua Escuela de Ingenieros Agrónomos, hoy facultad de Psicología, en la avenida Blasco Ibáñez, Valencia (2024).

La Antigua Escuela de Ingenieros Agrónomos de Valencia, posteriormente conocida como Facultad de Psicología, es un edificio catalogado como bien de relevancia local con número 46.250-9999-000009. Fue construido en el campus Blasco Ibáñez y diseñado por el arquitecto Fernando Moreno Barberá en la década de 1960, constituyendo un ejemplo representativo de la arquitectura moderna española.

## Antecedentes
El surgimiento del primer núcleo universitario de la ciudad de Valencia estuvo directamente relacionado con el desarrollo y la planificación urbanística implementados a finales del siglo XIX. El área que hoy ocupa el campus de Blasco Ibáñez y su avenida fue proyectada como el eje principal del paseo de Valencia hacia el mar, una arteria destinada a conectar la ciudad con su litoral. Su construcción supuso un ambicioso proyecto urbanístico que buscaba reorganizar y modernizar el espacio urbano. 

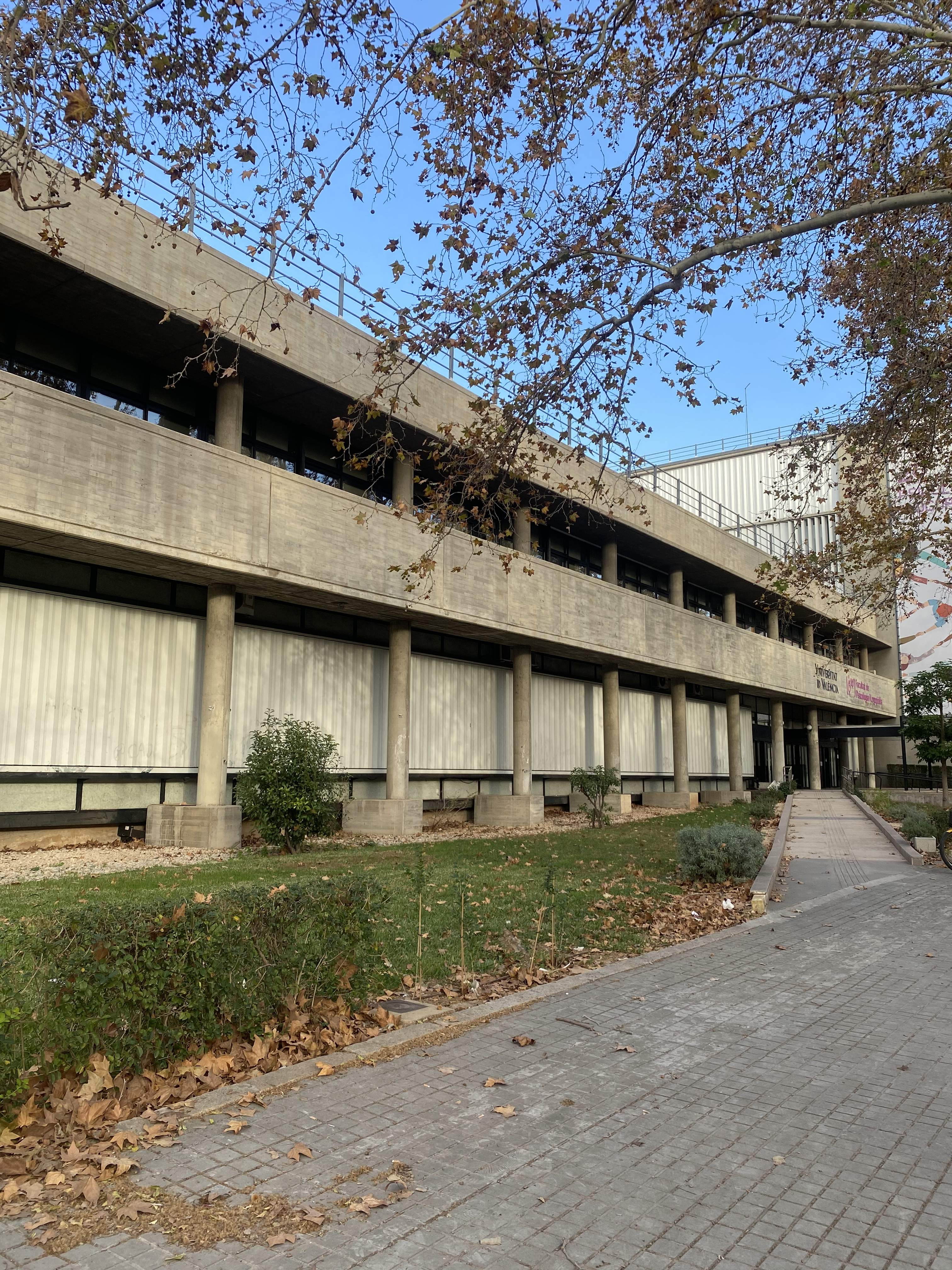
Fachada principal de la antigua Escuela de Ingenieros Agrónomos, hoy facultad de Psicología, en la avenida Blasco Ibáñez, Valencia (2024).

No obstante, será durante el periodo de la Segunda República, en 1931, cuando se emprenda la urbanización definitiva del espacio. El arquitecto municipal José Pedrós asumió la responsabilidad de impulsar la materialización del proyecto al redefinir el trazado original. Esta vía urbana se convertiría en un eje crucial para la expansión de la ciudad y se consolidaría como el espacio ideal para el desarrollo del campus universitario Blasco Ibáñez.  
La creación del campus se vio impulsada tras la riada del Turia en octubre de 1957, la cual ocasionó irreversibles daños a las instalaciones de la Universidad de Valencia, localizada anteriormente en el centro histórico de la ciudad. Ante los daños sufridos, las autoridades académicas decidieron expandir y trasladar el campus hacia la actual avenida Blasco Ibáñez. En este nuevo emplazamiento se levantaron nuevos edificios, incluidos los de las Facultades de Derecho y Filosofía y Letras, los laboratorios de la Facultad de Ciencias, un nuevo campo de deportes y las Escuelas de Ingenieros Agrónomos y Peritos Agrícolas. El proyecto recibió el apoyo del régimen franquista, que contribuyó en la financiación del nuevo espacio educativo. 

## Arquitectos

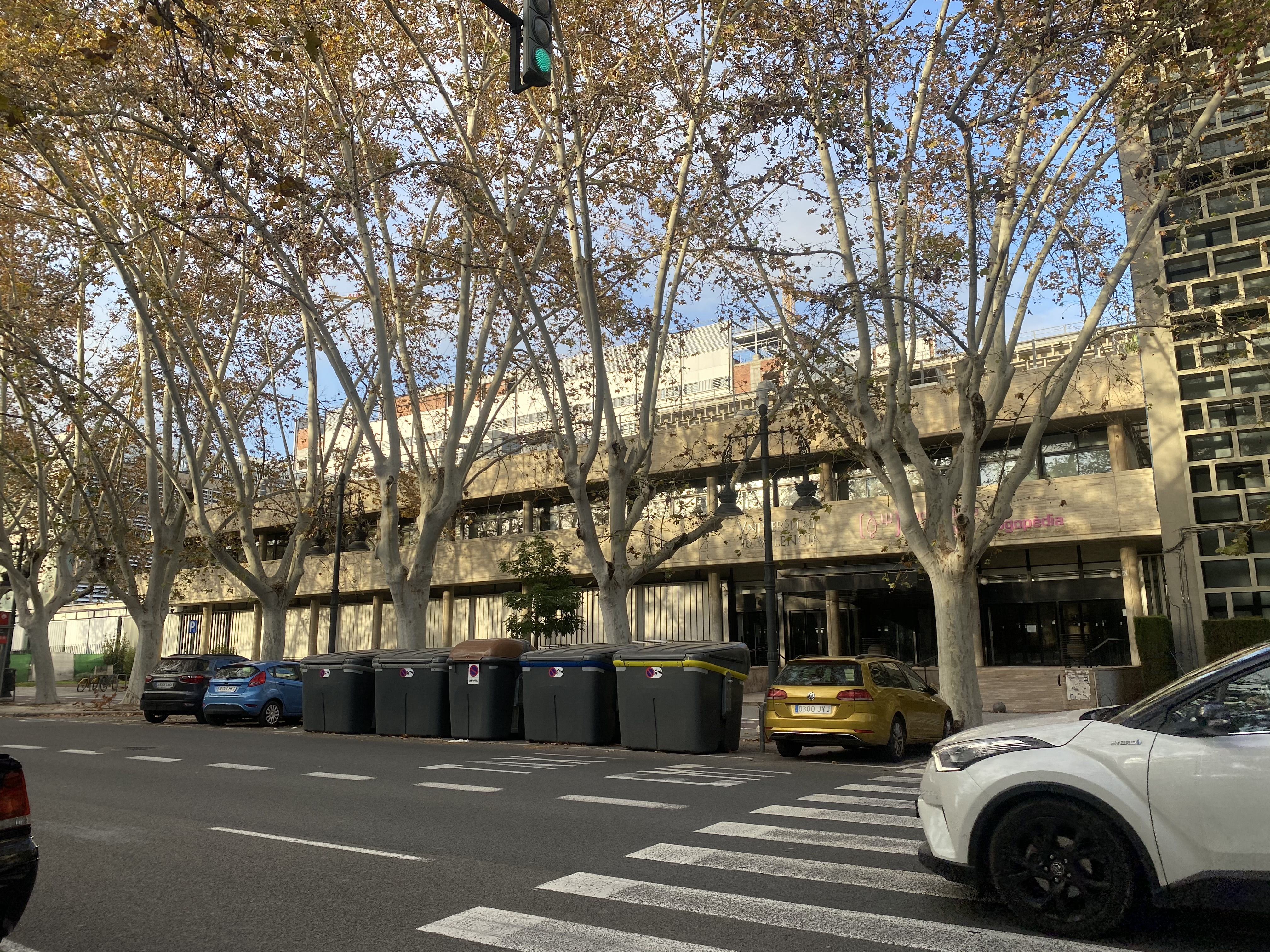
Fachada principal de la antigua Escuela de Ingenieros Agrónomos, hoy facultad de Psicología, en la avenida Blasco Ibáñez, Valencia (2024).

La autoría de las Escuelas de Ingenieros Agrónomos y Peritos Agrícolas es totalmente atribuible a Fernando Moreno Barberá, reconocido como el arquitecto principal del proyecto de la Ciudad Universitaria valenciana.La intervención y participación del arquitecto Cayetano Borso debe entenderse como la de director de la obra, cuya función principal consistió en garantizar la correcta ejecución del proyecto ideado por Moreno Barberá. 
El arquitecto Barberá estudió en la Escuela de Madrid durante la década de 1930, un periodo marcado por la Segunda República. Es reconocido como parte de la generación que impulsó la segunda modernidad en la arquitectura española.Durante su larga trayectoria profesional desarrolló una amplia producción de obras tanto en España como a nivel internacional, destacándose por su versatilidad al incluir disciplinas como el urbanismo, hasta el diseño de interiores y de productos.
La obra de Barberá pone de manifiesto el conocimiento exhaustivo de la arquitectura moderna, reflejado en la disposición funcional de sus edificios, el uso de materiales como el acero y el hormigón, y la optimización de los flujos de circulación y acceso. Su enfoque se distingue por la autonomía estructural de los diversos elementos del edificio y por la incorporación de soluciones industrializadas. De la misma manera, la modernidad de su obra se aprecia en la monumentalidad de sus volúmenes y el protagonismo que otorga a la vegetación y al agua, los cuales actúan como elementos de contraste cromático y orgánico.

## Construcción y características del proyecto
A principios de la década de 1960 se iniciaron las gestiones para edificar las Escuelas de Ingenieros Agrónomos y Peritos Agrícolas. Dichas gestiones fueron formalmente registradas en el acta del 12 de enero del mismo año, en la que se determinó que la ubicación de las escuelas sería en un terreno situado al norte de la avenida de Blasco Ibáñez, frente a las facultades de Derecho y Filosofía.
De este modo, el arquitecto Moreno Barberá desarrollaría dos grandes conjuntos arquitectónicos para la Universidad de Valencia: por un lado, las facultades de Derecho y Filosofía, y por otro, las escuelas de Ingenieros Agrónomos y Peritos Agrícolas. Cada uno de estos conjuntos funciona de manera independiente, pero siguen un lenguaje arquitectónico muy parecido. Su arquitectura no responde solo a criterios estéticos y funcionales, sino que también atiende a las particularidades del entorno. Barberá incorpora estratégicamente los jardines y la luz natural en su diseño, promoviendo la circulación del aire y favoreciendo la relación con el paisaje circundante. Los patios y las zonas ajardinadas organizan el espacio interior, constituyéndose como elementos imprescindibles al enriquecer la vivencia en el campus y contribuir al bienestar de alumnos y personal académico.
La arquitectura de la Antigua Escuela de Ingenieros Agrónomos refleja un enfoque funcionalista característico de la modernidad, basado en influencias de propuestas teóricas y conceptuales de grandes figuras del Movimiento Moderno, tales como Mies van der Rohe y Le Corbusier.
De este modo, la Escuela de Ingenieros Agrónomos se estructura en torno a un patio acristalado, enriquecido con mobiliario urbano y vegetación, desde el cual se articulan las diferentes áreas del edificio. El acceso al edificio se produce a través de una escalinata con rampa, cruzando una marquesina metálica. En la fachada del edificio vemos una clara influencia de Le Corbusier, donde predomina la funcionalidad, la simplicidad y la línea. El edificio se levanta a partir de columnas de fuste liso, ventanas horizontales y alargadas que maximizan la entrada de luz solar, así como parasoles verticales y una cubierta plana.
En cuanto a la distribución de los espacios, presenta una composición de dos edificios dispuestos en forma de L, situados uno frente al otro, en disposición opuesta. El primer edificio posee una sola planta y posteriormente sería ampliado por el arquitecto Miguel Colomina Barberá, mientras que el segundo edificio cuenta con un total de cinco plantas. En el interior, un amplio vestíbulo distribuye los diferentes volúmenes del edificio hacia el patio. En los extremos, encontramos dos escaleras metálicas suspendidas mediante cables que facilitan la comunicación entre plantas. Así, el edificio sigue un patrón basado en líneas rectas, bloques modulares y contornos nítidos, elementos que estructuran el orden y la coherencia del conjunto. Las zonas ajardinadas completan el diseño, integrando elementos vegetales que favorecen la armonía entre la estructura construida y el entorno natural.
Este diseño arquitectónico destaca por su estructura ajustada, donde ambos edificios se ensamblan para crear una unidad simétrica. Además, la armonía y coherencia del edificio se ve reforzada por el uso de materiales como el acero, el cristal y el hormigón, elementos recurrentes en los proyectos de Moreno Barberá en el campus valenciano. Como se ha mencionado anteriormente, el edificio pertenece al Movimiento Moderno, lo cual se evidencia en el uso de espacios geométricamente puros, la alternancia de muros acristalados y transparentes con otros opacos y sólidos, y en la ausencia de ornamentación, limitada al tratamiento de superficies y materiales.

## Modificaciones y conservación
La Escuela de Ingenieros Agrónomos sufrió una gran intervención que modificó su diseño original. En 1986, bajo la dirección del arquitecto Miguel Colomina, se añadió un piso al edificio alterando la estética original del conjunto. Posteriormente, entre 2008 y 2010, se construyó un nuevo edificio en forma de C en la parte trasera de la antigua escuela. El nuevo bloque, diseñado por Juan García Carillo resultó en la pérdida de gran parte del conjunto arquitectónico original.
Con el objetivo de ampliar el Hospital Clínico, la Universidad de Valencia decidió vender en 2017 uno de los edificios a la Consejería de Sanidad, lo que provocó el derribo de una sección del conjunto arquitectónico en 2020. Actualmente, la antigua Escuela de Ingenieros Agrónomos ocupa la superficie principal del edificio que alberga la Facultad de Psicología y la construcción en forma de C, mientras que la Escuela de Peritos Agrícolas ocupa la superficie del solar restante. Tal como recoge el Levante-EMC en su edición de noviembre de 2017, la venta se llevó a cabo por un importe de 14,5 millones de euros y generó numerosas críticas de arquitectos por el impacto debido al impacto que tuvo en la conservación del conjunto arquitectónico.
Cabe señalar que la protección de ambos edificios resulta compleja. La antigua Escuela de Agrónomos está catalogada como Bien de Relevancia Local y fue reconocida por sus valores modernos en el registro DOCOMOMO Ibérico. Por otro lado, la Escuela de Peritos Agrícolas tiene una menor protección de nivel 2, permitiendo en sus edificios la intervención.